# DASH
DASH är en förkortning för Dietary Approaches to Stop Hypertension och är ett resultat av amerikansk forskning kring högt blodtryck.
DASH-studien är den största undersökning som klart bevisar att kostfaktorer har betydelse för blodtrycket. DASH-kosten är framtagen av American Heart Associations nutritionskommitté. Kosten är rik på frukt, grönsaker och magra mjölkprodukter. Man ökar intaget av mineralerna kalcium, kalium och magnesium. Detta sammantaget med fiberrik diet och ett lågt fettintag ger förhoppningsvis ett sänkt blodtryck. 
Kosthållningen har myntat namn åt uttrycket DASH-modellen.